# Daniel Garro Sánchez
Daniel Garro Sánchez (San José, 7 de abril de 1983) es un escritor costarricense conocido especialmente por su labor en la literatura de terror y ciencia ficción. Garro ha ganado varios premios nacionales de literatura incluyendo el Certamen Latinoamericano de Ciencia Ficción en 2008, el Premio Letra Joven, Premio Carmen Lyra de la Editorial de Costa Rica y el Certamen Brunca de cuento de la Universidad Nacional en los años 2013 y 2014.
Garro cursó Microelectrónica en el Colegio Vocacional Monseñor Sanabria y filología española en la Universidad de Costa Rica. Fue condecorado como estudiante distinguido en 2001 por el Ministerio de Educación Pública. Obtuvo el tercer lugar en el concurso de ensayo Energía; Alternativas y Desafíos de la Fundación CIENTEC ese mismo año. Ha ganado los premios Letra Joven, Expresiones Juveniles y ¿Por dónde anda el cuento? Homenaje a Julio Cortázar. Su novela corta Objetivo Madre que ganó el Certamen latinoamericano de Ciencia Ficción, fue incluida junto a otro relato en el libro Deus ex machina de la Universidad Estatal a Distancia en 2009. Su segundo libro La máquina de los sueños ganó el premio Carmen Lyra 2009 otorgado por la Editorial de Costa Rica.
Ha colaborado en distintas antologías de terror y ciencia ficción junto a otros autores conocidos del medio como Evelyn Ugalde, Iván Molina, Antonio Chamu, Daniel González, etc. y en el año 2013 publicó una antología de relatos de terror, ciencia ficción y fantasía con la Editorial Clubdelibros llamado Mi corazón de metal: narraciones fantásticas que fue uno de los libros más vendidos de 2013

### Novelas
- Objetivo Madre (parte de Deus ex machina, EUNED, 2009)
- El niño mariposa (parte de Deus ex machina, EUNED, 2009)
- La máquina de los sueños (ECR, 2010)

### Colecciones de cuentos
- Mi corazón de metal; narraciones fantásticas (Clubdelibros, 2013)

### Antologías donde se ha incluido cuentos suyos
- Certamen Expresiones Juveniles (Euned, 2002). Cuento: "Perseguido".
- POE Siglo XXI (Clubdelibros, 2010). Cuento: "Vórtice".
- Telarañas; Cuentos de terror costarricenses (Clubdelibros, 2011). Cuento: "Praga Night Club".
- Objeto no identificado y otros cuentos de ciencia ficción (Euned, 2011). Cuento: "El ejército de Onara".
- Marte inesperado y otros relatos costarricenses de ciencia ficción (Colección Leer para disfrutar número 174, Grupo Nación, 2012). Cuento: "El vuelo final de Kayla 8".
- Penumbras; cuentos de terror costarricenses (Clubdelibros, 2013). Cuento: "El hijo del enterrador".